# Amata contermina
Amata contermina là một loài bướm đêm thuộc phân họ Arctiinae, họ Erebidae.